# Josie (estilista de moda)
José Fernández-Pacheco Gallego (Manzanares, Ciudad Real, 28 de marzo de 1980), conocido como Josie, es un diseñador de moda, estilista, periodista de moda y analista de moda español. Es conocido especialmente por su participación en programas como Zapeando, MasterChef Celebrity, Veo cómo cantas,Tu cara me suena y Bailando con las estrellas.

## Biografía
José Fernández-Pacheco nació en Manzanares, en Castilla-La Mancha, en el seno de una familia tradicional y liberal con un alto nivel económico, con dos hermanos más.
Estudió Periodismo y Humanidades en la Universidad Carlos III de Madrid. Después cursó un máster en comunicación y moda en la escuela de arte Central Saint Martins de la Universidad de las Artes de Londres y también un máster en moda y estilismo de Vogue en la Universidad Carlos III de Madrid. Actualmente colabora como profesor en el IMF International Business School.
Como periodista de moda ha trabajado con las revistas Glamour, Vogue, Grazia, ¡Hola!, El País, Yo Dona, Harper's Bazaar y otras. Para la revista Harper's Bazaar (España), realizó la sección Viviendo Rasé y el blog Josie's Journal en su edición digital. Como estilista ha trabajado para cadenas como Antena 3 y es especialmente conocido por ser el estilista de Cristina Pedroche en sus vestidos de Nochevieja.
Ha sido colaborador del programa televisivo Zapeando con una sección sobre moda y en el programa Supermodelo. Adquirió mucho notoriedad tras su participación en MasterChef Celebrity España en el año 2020 que se convirtió en el participante más buscado en internet del programa. Después de eso presentó un programa llamado Navidades rasé en TVE.
Desde 2021 forma parte del jurado del programa Veo cómo cantas. En 2023, se confirma como concursante de la 10 temporada de Tu cara me suena.

## Vida privada
Actualmente vive en Madrid. Tiene una gran relación de amistad con la estilista y editora de moda Natalia Ferviú, quienes se conocen desde hace más de veinte años.
El estilista le da gran valor a su intimidad y vida privada, afirmando "respeto a los famosos que comercializan hasta con sus mascotas, pero yo de momento no soy así".

## Filmografía

### Televisión
| Año         | Título                     | Cadena    | Notas                           |
| ----------- | -------------------------- | --------- | ------------------------------- |
| 2008        | Supermodelo                | Cuatro    | Profesor                        |
| 2010        | El armario de Josie        | Nova      | Presentador                     |
| 2014 – 2024 | Zapeando                   | La Sexta  | Colaborador                     |
| 2020        | MasterChef Celebrity       | La 1      | Concursante - 3er finalista     |
| 2020 – 2021 | MasterChef Junior          | La 1      | Invitado                        |
| 2020 – 2021 | Navidades Rasé             | La 1      | Protagonista                    |
| 2021 – 2022 | MasterChef                 | La 1      | Invitado                        |
| 2021 – 2022 | MasterChef Celebrity       | La 1      | Invitado                        |
| 2021 – 2022 | Veo cómo cantas            | Antena 3  | Jurado                          |
| 2021        | El hormiguero              | Antena 3  | Invitado                        |
| 2023        | Tu cara me suena           | Antena 3  | Concursante - 7.º clasificado   |
| 2023        | Feliz Año Neox             | Neox      | Presentador junto a Valeria Ros |
| 2024        | Bailando con las estrellas | Telecinco | Concursante - 6.° expulsado     |
| 2024        | TardeAR                    | Telecinco | Invitado                        |
| 2024        | Babylon Show               | Telecinco | Colaborador                     |